# Luis Rubiños
Luis Rubiños Cerna, né le 31 décembre 1940 à Trujillo au Pérou, est un footballeur international péruvien qui évoluait au poste de gardien de but.

## Biographie

### Carrière en club
Au cours de sa carrière en club, il remporte cinq championnats du Pérou : quatre avec le Sporting Cristal, et un avec l'Universitario de Deportes (voir palmarès).

### Carrière en sélection
International péruvien, Luis Rubiños joue 38 matchs (47 buts encaissés) entre 1963 et 1972.
Il participe avec la sélection péruvienne à la Coupe du monde de 1970. Lors du mondial organisé au Mexique, il est gardien titulaire et joue les quatre matchs de son pays : contre la Bulgarie, le Maroc, la RFA, et enfin le Brésil. Le Pérou atteint les quarts de finale de cette compétition.

## Palmarès
| Sporting Cristal - Championnat du Pérou (4) : - Champion : 1961, 1968, 1970 et 1972. - Vice-champion : 1962 et 1967. |  | Universitario de Deportes - Championnat du Pérou (1) : - Champion : 1974. |